# Orlando Flacco
Orlando Flacco eller Fiacco, född omkring 1530, död omkring 1591, var en italiensk konstnär.
Flacco var verksam i Verona, där han uppges ha varit elev till Francesco Torbido eller Antonio Badile och utförde främst en rad kyrkomålningar och porträtt.